# ココストア

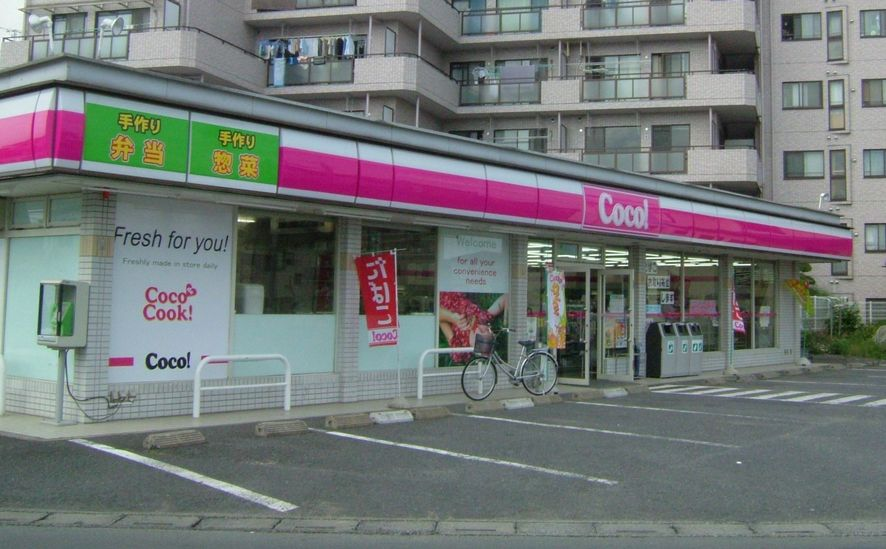
店舗の例（ココストア春日部上蛭田店）
（閉店後ファミリーマートに転換）

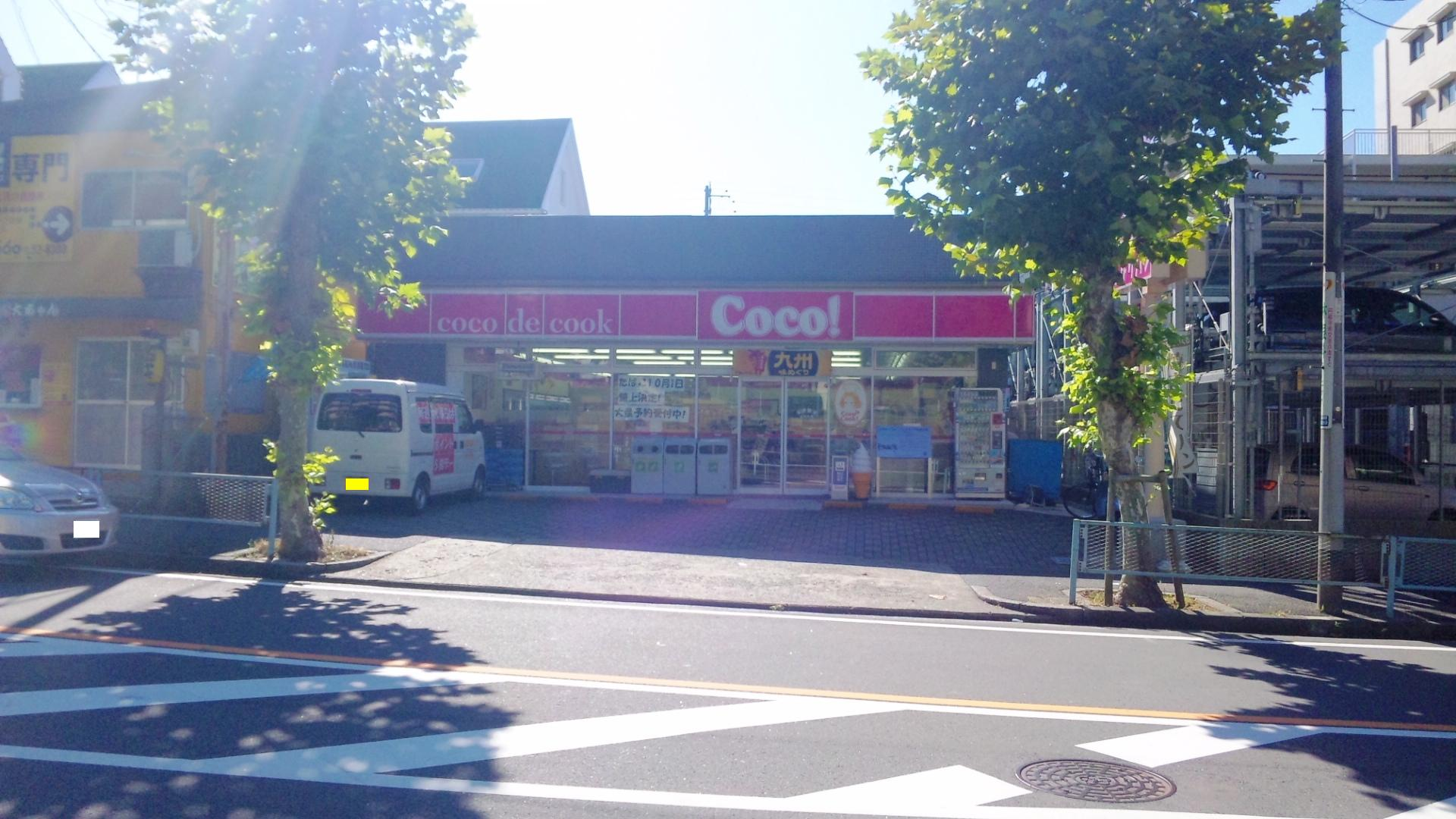
ココストア藤山台店。日本初のコンビニエンスストアの一つ。（2010年9月）
（後にタックメイトに変更→閉店）

ココストア（Cocostore）は、日本にかつて存在したコンビニエンスストアチェーン、またそれを運営していた同名の株式会社。
セブン-イレブンより先に1号店をオープンさせた、日本最古のコンビニエンスストアチェーンとして知られる（ただし、どの社のコンビニが日本1号店であるかについてはいくつかの見解に分かれる）。
株式会社ココストアが2015年（平成27年）10月1日に株式会社ファミリーマートに買収されて完全子会社となり、同年12月1日に同社に吸収合併されて法人が消滅した。
法人消滅時点で約800店舗を展開していたが、合併と同時にファミリーマート「ココストア事業・統合本部」が設置されて約370店舗が「ファミリーマート」に転換された、2016年（平成28年）4月16日に「ココストアリテール」の全株式をミツウロコグループに譲渡され、同社に未転換店舗のうち30店舗を譲渡されており、同年10月31日に最後に残っていた沖縄県の2店舗が閉店して店舗名としても消滅した。

## 歴史・概要

### いづみフードチェーンからココストアの創業へ
1967年（昭和42年）に「山泉商会」がリテールサポート事業として「いづみフードチェーン」を設立したのが始まりである。
1971年（昭和46年）7月11日に「山泉商会」が主催していたボランタリーチェーンの「いづみフードチェーン」本部がコンビニエンスストア1号店として愛知県春日井市白山町高森1854（春日井市岩成台9-2-14）にココストア藤山台店を開いた。
店名の「ココストア」は「コンビニエンス」と「コンフォート」の頭文字から名付けられた。
この1号店は、敷地面積約330m2・売場面積約99m2の店舗で、約18坪の倉庫・事務所に加えて約6坪のパン・ケーキ用オーブン施設を併設し、酒類・塩・たばこなどの免許の必要なものはすべて取得しており、その他にパン・菓子・一般食品などの食品類、雑誌や文具類、雑貨、ソニーの電気製品（テレビ・ラジオなど）などに加えて、写真のDPEサービスなど約1,500品目を取り揃えて開業した。仕入れ代金の支払いなどは本部で行って店舗側での経理業務をほとんど行わずに済むようにしていた。
開業当時は国内にこれだけの設備と品揃えしたコンビニエンスストアが存在しなかったことから、多くのマスメディアから注目を集めることになった。
同年12月11日には愛知県犬山市の西楽田団地入口にフランチャイズ1号店となる楽田店を開店した。

### アイ・エフ・シーとして独立から100店舗達成へ
1972年（昭和47年）6月1日に「株式会社アイ・エフ・シー」を設立してコンビニエンスストア部門を分離独立させた。
この社名は「いづみフードチェーン」の頭文字IFCから名付けられたものであった。
当社はスーパーマーケットの急速な成長で圧迫されていた酒販店の活性化を目的として始めたため、当初は酒類販売免許を持っている店舗に限定して加盟店の募集を行っていた。
そこにボランタリーチェーンの特性も影響したため、発足時には1975年（昭和50年）までに200店舗の加盟店をコンビニエンスストア・ココストアへの業態転換を見込んでいたが、実際には直営8店舗・加盟店18店舗の合計26店舗に留まることになった。
その間の1973年（昭和48年）11月に関西に進出しており、1982年（昭和57年）11月に大阪府堺市に「いずほや店」を開店して100店舗を達成している。

### ココストアへ社名変更し、システム化の推進とエリアフランチャイザー導入
1985年（昭和60年）6月には「株式会社アイ・エフ・シー」から「株式会社ココストア」に商号を変更して店名と社名を統一し、同年にオンライン発注システム「EOS」を導入した。
1987年（昭和62年）8月に九州本部を設立し、同年9月には三井銀行・三井銀行ソフトウェアサービス・富士通エフ・アイ・ピーの開発した金融・流通一体型VAN「代金請求·回収·支払いシステム」を第1号ユーザーとして導入した。
1988年（昭和63年）6月に香川県の「池田酒類販売」とエリアフランチャイザー契約を締結し、同年10月に長崎県1号店の永江店を開店した。
1989年（平成元年）4月に山口県の「冨成酒類」・大分県の「大分県酒類卸」・和歌山県の「中井本店」とエリアフランチャイザー契約を締結、同年10月に岡山県の「久保」とエリアフランチャイザー契約を締結した。
同年にPOSシステムを導入し、1992年（平成4年）2月5日に盛田やイズミックと共に本社を移転して、同年4月に500店舗達成し、同年6月にミリオンカードサービスと提携してサイレスのクレジットカード決済を導入した。

### 東日本進出と新業態の展開
1993年（平成5年）5月に「西糀谷店」（大田区）を開店して東京へ進出し、同年10月に600店舗を達成した。
1994年（平成6年）4月にココストア東北設立、同年7月3日に仙台市にココストア三浦店を出店し、東北出店開始、同年12月1日には東京本部を設立して首都圏での店舗展開を本格化させ、1995年（平成7年）5月に700店舗を達成した。
その間の1994年（平成6年）6月にはココグルメ1号店として伏見店を開店して新業態の展開を始め、1995年（平成7年）7月27日には「ココグルメ神田司町店」を開店して新業態の東京での出店も進めた。
1996年（平成8年）4月26日に都内初のFC店として南砂藤井店を開店し、同年5月14日には静岡本部を開設して店舗展開の強化を図った。
その一方で同年5月21日にはバラエティーデリカショップ「デリ・エッコ・クラブ」1号店の笹島店を開店し、1997年（平成9年）4月には薬局を併設した複合店舗1号店として「ココストアはじめ帝京大前店」を開店するなど新たな店舗形態の開発も進めた。
同年6月にチルド食品と米飯・パンの2温度帯一括物流を稼働させ、1998年（平成10年）7月には日配品・米飯などの1日3回配送およびパンの共同配送を開始し、同年11月11日にミニストップと物流面で業務提携するなど物流面の強化を図った。
その間の同年4月20日に収納代行業務を開始し、同年11月に新発注システム「EON」を導入している。
1999年（平成11年）5月にコトブキヤ・コンビニエンスシステムズから当社へ焼き立てパンの技術指導を開始して、同月にベーカリー併設店のココグルメ名駅桜通店を開店し、2000年（平成12年）6月20日には九州コンビニエンスシステムズ(KCS)と業務提携した。

### 買収による事業拡大
2001年（平成13年）4月23日にホットスパーを運営しているカスミコンビニエンスネットワークス発行済み株式の86.82%を取得して子会社化し、同年6月には九州コンビニエンスシステムズと株式会社コトブキヤ・コンビニエンスシステムズ（後のエブリワン、現・ココストアウエスト）及びアイアンドアイリテイル（ニコマートのフランチャイジー）を買収して傘下に入れ、同年7月1日にカスミコンビニエンスネットワークスをホットスパーコンビニエンスネットワークスに商号を変更した。
その間の1999年（平成11年）10月4日に音楽配信端末機「ミュージックデリ」による店頭での音楽ミニディスク販売を開始し、2001年（平成13年）5月13日には女性向けCVS SCOCO（エスココ）名駅店を出店するなど新たな店舗形態の模索も進められた。
2006年（平成18年）6月1日に（初代）ホットスパーコンビニエンスネットワークスと九州コンビニエンスシステムズを吸収合併し、（2代目）株式会社ホットスパーコンビニエンスネットワークス・株式会社エブリワン・株式会社リックサポートシステムズがチェーン運営業務を継承した。
2007年（平成19年）11月には（2代目）株式会社ホットスパーコンビニエンスネットワークスの「ココストア」ブランド1号店として竜ヶ崎川原代店を開店し、2008年（平成20年）3月には（2代目）株式会社ホットスパーコンビニエンスネットワークスの全店舗の「ココストア」への転換を完了させた。

### ミニストップとの提携やタックメイトの統合
2010年（平成22年）8月24日にココストアウエストと株式会社ミニストップと九州地区において業務提携を締結し、同年9月にココストアウエストとミニストップが九州地区で商品の相互供給を開始して、同年12月16日にココストアイースト全店舗にてWAON決済の取扱い開始した。
2012年（平成24年）8月18日にはグループとしてミニストップと資本・業務提携を締結し、2013年（平成25年）4月2日にイオングループのPBトップバリュ商品取扱い開始した。
その間の2012年（平成24年）6月1日にはイズミックより宅配コンビニ事業のタックメイトを事業譲受するなどグループの再編も進められた 。

### 業績悪化でファミリーマートに吸収合併され、消滅
しかし、この酒販店の活性化を重視する当初の創業時の考え方から、積極的な拡大戦略や店舗を集中的に立地させて知名度や配送効率を上げるドミナント戦略などを採らなかったことが裏目に出て、出店やプライベートブランドの両面で大量攻勢を掛ける大手との競争に勝てず、次第に収益面で苦戦することになった。
その結果、2015年（平成27年）5月期に純損益で約1億円の赤字に転落した。
そのため、同年に単独での生き残りは難しいとして売却先を決める入札を行い、同年8月15日にミニストップと資本・業務提携を解消し、約130億円でファミリーマートに売却されることになった。
そして、同年10月1日に株式会社ファミリーマートに買収されて完全子会社となり、同年12月1日に同社に吸収合併されて法人が消滅した。
法人消滅時点で約800店舗を展開していたが、合併と同時にファミリーマートに「ココストア事業・統合本部」が設置されて約370店舗が「ファミリーマート」に転換された。
2016年（平成28年）4月16日に「ココストアリテール」の全株式をミツウロコグループに譲渡され、同社に未転換店舗のうち30店舗を譲渡されており、同年10月31日に最後に残っていた沖縄県の2店舗が閉店して店舗名としても消滅した。
なお、ココストアリテール（現ミツウロコグローサリー→ミツウロコプロビジョンズ）に譲渡された店舗については、従来通りの品揃えやサービスを維持したまま、同年8月から本州地区及び沖縄県は「タックメイト」、九州地区は「RICストア」ブランドに順次店名のみ変更され、九州地区と関東地区の店舗の多くはポプラグループのコンビニ「生活彩家」と提携した上で運営されることとなった。
また、2016年（平成28年）4月16日に1号店であった藤山台店はミツウロコグループに譲渡されて、同年9月1日にタックメイト藤山台店となったが、同年11月17日に閉店となった。

## 沿革
- 1971年（昭和46年）
  - 7月11日 - 「株式会社山泉商会」が主催していたボランタリーチェーンの「いづみフードチェーン」本部がが愛知県春日井市に[18]1号店の藤山台店を開店[1]。
  - 12月11日 - 愛知県犬山市に初のフランチャイズ店舗である楽田店が開店[27]。
- 1972年（昭和47年）6月1日[3] - 「株式会社アイ・エフ・シー」を設立して分離独立[2]。
- 1973年（昭和48年）11月 - 関西に進出[30]。
- 1982年（昭和57年）11月 - 大阪府堺市に「いずほや店」を開店し、100店舗を達成[31]。
- 1985年（昭和60年）
  - 6月 - 「株式会社アイ・エフ・シー」から「株式会社ココストア」に社名を変更[2]。
  - オンライン発注システム「EOS」を導入[32]。
- 1987年（昭和62年）
  - 8月 - 九州本部設立[33]。
  - 9月 - 三井銀行・三井銀行ソフトウェアサービス・富士通エフ・アイ・ピーの開発した金融・流通一体型VAN「代金請求·回収·支払いシステム」を第1号ユーザーとして導入[34]。
- 1988年（昭和63年）
  - 6月 - 香川県の「池田酒類販売」とエリアフランチャイザー契約を締結[35]。
  - 10月 - 長崎県1号店の永江店を開店[36]。
- 1989年（平成元年）
  - 4月 - 山口県の「冨成酒類」・大分県の「大分県酒類卸」・和歌山県の「中井本店」とエリアフランチャイザー契約を締結[35]。
  - 10月 - 岡山県の「久保」とエリアフランチャイザー契約を締結[35]。
  - POSシステムを導入[32]。
- 1992年（平成4年）
  - 2月5日 - 盛田やイズミックと共に本社を移転[4]。
  - 4月 - 500店舗達成[37]。
  - 6月 - ミリオンカードサービスと提携してサイレスのクレジットカード決済を導入[38]。
- 1993年（平成5年）
  - 5月 - 「西糀谷店」（大田区）を出店し、東京へ出店開始[39]。
  - 10月 - 600店舗達成[40]。
- 1994年（平成6年）
  - 4月 - 東北進出に伴い、ココストア東北設立[41]。
  - 6月 - ココグルメ1号店として[45]伏見店を開店[46]。
  - 7月3日 - 仙台市にココストア三浦店を出店し、東北出店開始[41][42]。
  - 12月1日 - 東京本部設立[43]。
- 1995年（平成7年）
  - 5月 - 700店舗達成[40]。
  - 7月27日 - ココグルメ東京地区第1号店「ココグルメ神田司町店」開店[47]。（1996年（平成8年）春閉店[88]）。
- 1996年（平成8年）
  - 4月26日 - 都内初のFC店として南砂藤井店開店[49]。
  - 5月14日 - 静岡本部を開設[50]。
  - 5月16日 - ココグルメ豪徳寺店開店[88]。
  - 5月21日 - バラエティーデリカショップ「デリ・エッコ・クラブ」1号店の笹島店を開店[51]。
  - 10月4日 - 香川県でココストアを運営する池田酒類販売が、ココストア事業を分社化し、株式会社ココストア香川設立[89]

。
- 1997年（平成9年）
  - 4月 - 薬局を併設した複合店舗1号店として「ココストアはじめ帝京大前店」を開店[52]。
  - 6月 - チルド食品と米飯・パンの2温度帯一括物流を稼働[53]。
- 1998年（平成10年）
  - 4月20日 - 収納代行業務開始[55]。
  - 7月 - 日配品・米飯などの1日3回配送およびパンの共同配送を開始[32]。
  - 11月11日 - ミニストップと物流面で業務提携[54]。
  - 11月 - 新発注システム「EON」を導入[57]。
- 1999年（平成11年）
  - 5月 - コトブキヤ・コンビニエンスシステムズから当社へ焼き立てパンの技術指導を開始[46]。
  - 5月 - ベーカリー併設店（ココグルメ名駅桜通店）開店[58]。
- 2000年（平成12年）
  - 6月20日 - 九州コンビニエンスシステムズ(KCS)と提携[59]。
  - 10月4日 - 音楽配信端末機「ミュージックデリ」による店頭での音楽ミニディスク販売を開始[65]。
- 2001年（平成13年）
  - 4月23日 - ホットスパーを運営しているカスミコンビニエンスネットワークス発行済み株式の86.82%を取得して子会社化[61]。
  - 5月13日 - 女性向けCVS SCOCO（エスココ）名駅店出店[66]。
  - 6月 - 九州コンビニエンスシステムズと株式会社コトブキヤ・コンビニエンスシステムズ（後のエブリワン、現・ココストアウエスト）及びアイアンドアイリテイル（ニコマートのフランチャイジー）を買収[62][63]。
  - 7月1日 - カスミコンビニエンスネットワークスをホットスパーコンビニエンスネットワークスに商号を変更[64]。
- 2002年（平成14年）
  - 8月2日 - 関連会社サザンクロスがイタリアンバールを開店[90]。
- 2005年（平成17年）
  - 4月14日 - 「タック・メイト」のに関東地区1号店「タック・メイト富士見駅前店」を開店[91]。
- 2006年（平成18年）
  - 5月12日 - 愛知学泉大学と産学連携協定を締結[92]。
  - 6月1日 - （初代）ホットスパーコンビニエンスネットワークスと九州コンビニエンスシステムズを吸収合併し、（2代目）株式会社ホットスパーコンビニエンスネットワークス・株式会社エブリワン・株式会社リックサポートシステムズがチェーン運営業務を継承[69]。
- 2007年（平成19年）
  - 11月  - （2代目）株式会社ホットスパーコンビニエンスネットワークスの「ココストア」ブランド1号店として竜ヶ崎川原代店を開店[70]。
  - 12月19日 - 石垣平得店を出店し、石垣島への出店開始。
- 2008年（平成20年）
  - 3月  - （2代目）株式会社ホットスパーコンビニエンスネットワークスの全店舗の「ココストア」への転換が完了[71]。
  - 8月1日 - 沖縄地区の全店舗（84店舗）にてEdy決済の取扱い開始。
- 2010年（平成22年）
  - 8月24日 - ココストアウエストと株式会社ミニストップと九州地区において業務提携を締結[72]。
  - 9月 - ココストアウエストとミニストップが九州地区で商品の相互供給を開始[73]。
  - 12月16日 - ココストアイースト全店舗にてWAON決済の取扱い開始[74]。
- 2012年（平成24年）
  - 6月1日 - イズミックより宅配コンビニ事業のタックメイトを事業譲受[78] [79]。
  - 8月18日 - ミニストップと資本・業務提携を締結[75]。
- 2013年（平成25年）
  - 4月2日 - イオングループのPBトップバリュ商品取扱い開始（沖縄地区を除く）[76][77]。
- 2015年（平成27年）
  - 8月15日 - ミニストップと資本・業務提携を解消[82][広報 3]。
  - 9月1日 - 子会社のココストアウエスト、ココストアイースト及びMICSグループのコンビニ経営会社である株式会社エムアールシーを吸収合併した[広報 4]。
  - 9月8日 - 大手コンビニチェーンのファミリーマートによる買収が決定し、不採算店舗など一部店舗を除き順次「ファミリーマート」に転換されていく計画である。
  - 10月1日 - 株式会社ファミリーマートが盛田エンタプライズから当社の全株式を取得し、同社の完全子会社となる[6]。
  - 12月1日 - 株式会社ファミリーマートに吸収合併され、法人は消滅[7]。ファミリーマートに「ココストア事業・統合本部」を新設[13]。
  - 12月9日 - ファミリーマート転換第1号として「錦1丁目店」を新装開店[93]。
- 2016年（平成28年）
  - 4月16日 - ココストアリテールの全株式をファミリーマートからミツウロコグループに譲渡[12]。
  - 8月31日 - ココストア・エブリワンの公式ウェブサイトが閉鎖[広報 5]。
  - 8月末以降 - ファミリマートへの転換を予定していなかったココストアの残存店舗が一部を除き、「タックメイト」（本州地区・沖縄県）及び「RICストア」（九州地区）ブランドに順次変更となる予定が立つ[86]。
  - 9月1日[94] - （初代）株式会社ファミリーマートがユニーグループ・ホールディングスを吸収合併してユニー・ファミリーマートホールディングス株式会社となり[95]、（2代目）株式会社ファミリーマート[注 4]にコンビニエンスストアコンビニ事業を承継[94]。
  - 10月31日 - ファミリーマート傘下に残っていた約370店舗のココストアの店舗のうち、沖縄県内の最後の2店舗が閉店[14][84]。ファミリーマート未転換店舗のうち30店をミツウロコ傘下の「ココストアリテール」に譲渡[15]。
  - 11月17日 - 元ココストア1号店のタックメイト藤山台店が閉店[11][87]。

## 店舗
当初は中部地方を中心に店舗展開をしていたが、エリアフランチャイザーを通して全国展開を図るようになった。
また、当初は酒類販売免許を持っている店舗に限定して加盟店の募集を行っていたため、1991年（平成3年）時点では当社の店舗のうち9割以上が酒類の取扱いをしており、セブンイレブンの30%、ダイエーコンビニエンスシステムズ（現・ローソン）の13%、ファミリーマートの10%、サンショップヤマザキ（現・ヤマザキデイリーストア）の32%、サークルケイジャパンの17%などを大きく上回る酒類取扱い比率となっていた。
2015年（平成27年）2月末時点で愛知県内は57店舗で県内のコンビニ店舗に占めるシェアは約2%、同年8月末時点時点で東海4県合計でも約90店となっており、中部地方でのシェアは低下しており、2015年（平成27年）2月末時点で106店舗でシェア約20%の沖縄県や、約90店でシェア約14%の熊本県や約90店でシェア約7%の茨城県の方が高い占有率を保っていた。

### 店舗ブランド
- ココストア - 主力のコンビニエンスストア業態[98]。

- ココグルメ - アメリカのWAWAを参考にして店内の厨房設備で弁当や総菜を販売する[99]ファストフード強化型コンビニエンスストア業態[100]。

- エスココ（Scoco） - 女性向けのコンビニエンスストア業態で、店内調理の小ぶりのカップ弁当や焼きたてベーカリーを販売する反面、男性向け化粧品などの取扱いを行わない店舗だった[66]。

- ココ・デ・クック - 店内調理を導入したコンビニエンスストア業態で[101]、ココグルメより厨房の規模を縮小した簡易型の店舗として開発された[99]。

- デリ・エッコ・クラブ - 店内調理を導入したバラエティーデリカショップ[51]。

## エリアフランチャイザー
- 株式会社ココストア香川 - 1988年（昭和63年）6月に香川県の「池田酒類販売」とエリアフランチャイザー契約を締結し[35]、1996年（平成8年）10月4日に池田酒類販売からココストア事業を分社化して設立[89]。

- ココストア広島 - 岡田本店[102]。1997年（平成9年）5月期末で58店舗を展開していた[102]。

- ココストア京滋 - 近江酒販[102]。1997年（平成9年）5月期末で20店舗を展開していた[102]。

- 長崎地区本部 - 長崎県酒類販売[36]。

- 大分地区本部 - 1989年（平成元年）4月に「大分県酒類卸」とエリアフランチャイザー契約を締結[35]。

- 和歌山地区本部 - 1989年（平成元年）4月に「中井本店」とエリアフランチャイザー契約を締結[35]。

- 山口地区本部 - 1989年（平成元年）4月に「冨成酒類」とエリアフランチャイザー契約を締結[35]。

- 岡山地区本部 - 1989年（平成元年）10月に「久保」とエリアフランチャイザー契約を締結[35]。

## グループ会社
- ココストアイースト

2001年（平成13年）4月23日にホットスパーを運営しているカスミコンビニエンスネットワークス発行済み株式の86.82%を取得して子会社化。
- 九州コンビニエンスシステムズ

2001年（平成13年）6月に買収して子会社化。
- ココストアウエスト

2001年（平成13年）6月に株式会社コトブキヤ・コンビニエンスシステムズを買収して子会社化。

- ココストアリテール - 2001年（平成13年）6月に九州コンビニエンスシステムズを買収して子会社化した際に、リョーユーチェーンサポートが同社の子会社であったことから孫会社となった[62]。RショップやRICの店名で展開していた[103]。株式会社ココストアが株式会社ファミリーマートに吸収合併されたのちの2016年4月15日付でミツウロコグループホールディングスの連結子会社であるミツウロコプロビジョンズに売却された[広報 7]。